# Manzana del Templo
La Manzana del Templo (del inglés, Temple Square) es el nombre oficial de un parque religioso histórico de 40 000 metros cuadrados (430 556,6 ft²) en Salt Lake City, estado de Utah, propiedad de La Iglesia de Jesucristo de los Santos de los Últimos Días. Dentro de la Manzana del Templo se encuentran el Templo de Salt Lake City, el Tabernáculo de Salt Lake City, la Sala de la Asamblea, el Monumento de la Gaviota y dos centros para visitantes.
La plaza fue designada Distrito Histórico Nacional en 1964, reconociendo el logro de los pioneros mormones en el asentamiento del territorio de Utah. Entre aproximadamente 3 y 5 millones de visitantes anuales, es la mayor atracción turística de Utah. Por comparar, cinco parques nacionales de Utah (el parque nacional Zion, Cañón Bryce, Capitol Reef, Canyonlands y el parque nacional de los Arcos) tuvieron 5,3 millones de visitantes en 2005.

## Historia

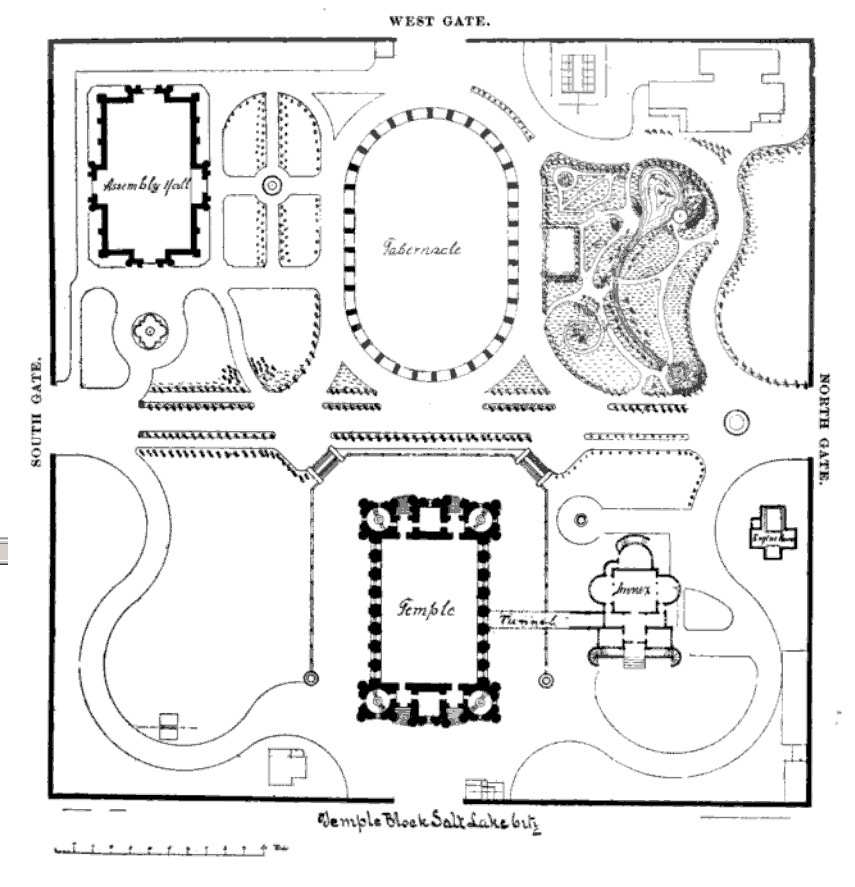
Plano de la Manzana del Templo, alrededor de 1893.

En 1847, cuando los pioneros mormones llegaron al Valle del Lago Salado, el entonces presidente de la iglesia Brigham Young seleccionó un terreno del desierto, inicialmente denominado Cuadra del Templo, y proclamó: "Aquí construiremos un templo para nuestro Dios". Cuando se inspeccionó la ciudad, el bloque que rodeaba esa ubicación se designó para el templo y recibió el nombre de Vieja Enramada y luego Manzana del Templo.: 197  En esa ubicación el batallón mormón edificó un cenador cuadrangular con el fin de albergar las reuniones eclesiásticas para los recién llegados pioneros. La Manzana del Templo está rodeada por un muro de 15 pies que se construyó poco después de que el bloque fuera designado con esas medidas.
El primer edificio en erigirse fue el antiguo tabernáculo ubicado en el actual lote del salón de asambleas. Dedicado en la conferencia general de la iglesia de abril de 1852, era de arquitectura distinta al actual tabernáculo de Salt Lake City, especialmente por tener un techo de dos aguas. El nuevo tabernáculo fue construido comenzando en 1864.
La plaza también se convirtió en la sede de la Iglesia de Jesucristo de los Santos de los Últimos Días. Se construyeron otros edificios en la parcela, incluido un tabernáculo (anterior al que ocupa hoy la Manzana del Templo) y la Casa de Investiduras, las cuales luego fueron demolidas. El Tabernáculo de Salt Lake, sede del Coro del Tabernáculo en la Manzana del Templo, con capacidad para 8.000 personas, fue construido en 1867 para albergar las conferencias generales de la iglesia. Posteriormente se construyó otro edificio de la iglesia, el Salón de Asambleas de Salt Lake, con capacidad para 2000 personas en las que se realizan otras reuniones de la localidad religiosa.
Al crecer la iglesia, principalmente por el arribo de pioneros mormones, su sede fue expandido a los alrededores de la plaza. En 1917, se construyó un edificio administrativo en la cuadra al este del templo y en 1972, el edificio de oficinas de la Iglesia SUD de veintiocho pisos, que fue, durante muchos años, el edificio más alto del estado de Utah. El Hotel Utah, otro edificio en esta cuadra, fue remodelado en 1995 como espacio de oficinas adicional y una gran sala de cine y se le cambió el nombre a Joseph Smith Memorial Building. En 2000, la iglesia compró la sección de Main Street entre la cuadra del hotel Utah y la Manzana del templo. Luego se conectaron las dos cuadras con una plaza llamada Main Street Plaza. En 2000, la iglesia completó un nuevo Centro de Conferencias con capacidad para 21,000 personas, ubicada en el extremo norte de la Manzana del Templo.

## Uso moderno

### Turismo
La manzana del templo atrae entre 3 y 5 millones de visitantes al año, la atracción turística más popular de Utah y atrae a más visitantes que el Gran Cañón o el Parque Nacional de Yellowstone, en comparación.
El turismo en la Manzana del Templo es diferente al turismo en otros sitios religiosos como la Misión San Juan Capistrano debido a su enfoque en la religiosidad en lugar de objetivos educativos o para recaudación de fondos.

### Luces navideñas
Los terrenos, así como los Jardines de la Manzana del Templo, con frecuencia albergan conciertos y otros eventos. Durante la temporada navideña, aproximadamente 100.000 luces navideñas son instalados sobre los árboles y arbustos alrededor de la Manzana del Templo y encendidas cada noche hasta las 10 p. m. El encendido de las luces navideñas de la Manzana del Templo es un evento popular, al que suelen asistir más de 10.000 personas.

### Otros usos
Las múltiples puertas de la Manzana del Templo son lugares populares para los críticos y oponentes de la Iglesia de Jesucristo de los Santos de los Últimos Días, principalmente exmiembros y ministros evangélicos activistas, quienes suelen hacer piquetes y repartir folletos y literatura crítica de la iglesia. También son lugares muy conocidos para que los músicos callejeros actúen, especialmente durante la temporada navideña.

### Direcciones
La manzana del templo sirve como punto central para todas las direcciones de calles en Salt Lake City. Las calles de Salt Lake City siguen un patrón de cuadrícula que se desvía a partir de la esquina sureste de la Manzana del Templo.

## Estructuras

### Templo del Lago Salado
El Templo de Salt Lake City es el más grande y el más conocido de los templos en funcionamiento de la Iglesia.  Es el sexto templo construido por la iglesia desde su fundación, y el cuarto templo en operaciones construido después del éxodo mormón de Nauvoo, Illinois. Es igualmente el templo SUD de mayores dimensiones.

### Centros de Visitantes Norte y Sur

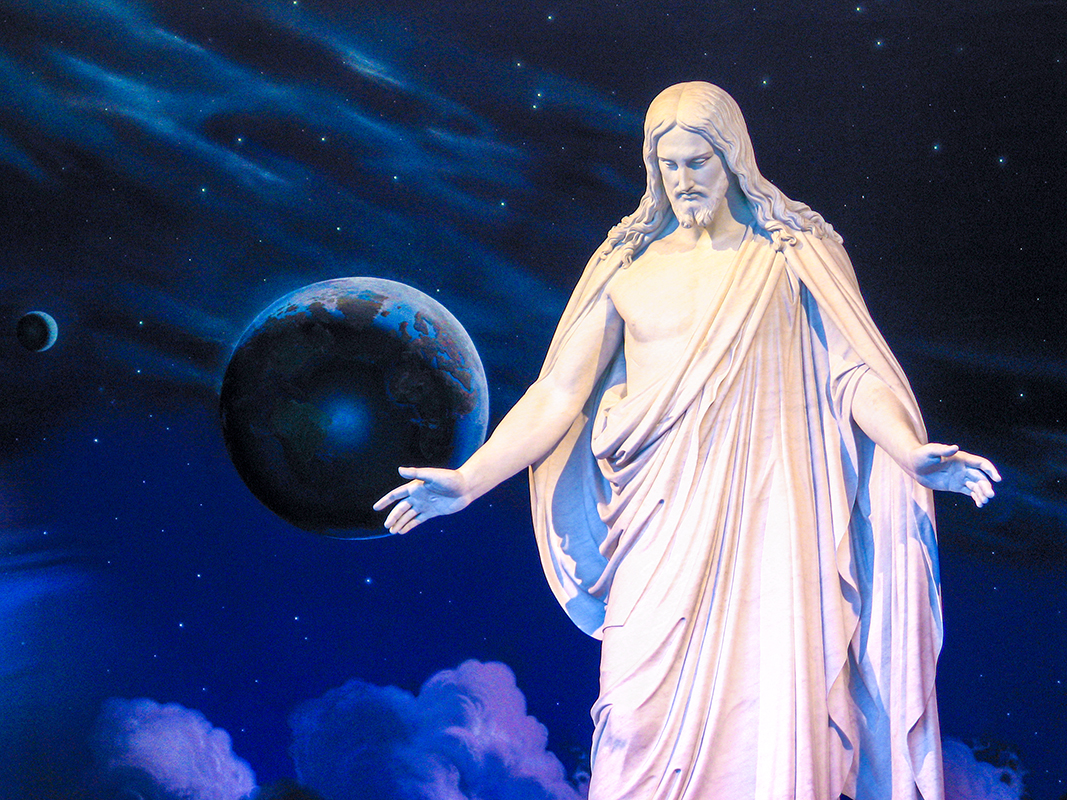
Estatua de Christus en el Centro de Visitantes del Norte

A partir de 1963, se construyeron dos centros de visitantes, llamados centro de visitantes del norte y centro de visitantes del sur. El Centro de Visitantes del Norte se construyó primero y contó con una réplica del Christus. La estatua estaba en una habitación llamada la Rotonda con grandes ventanales y un techo abovedado pintado con cuerpos celestes destinados a reflejar objetos celestes apuntando al 6 de abril de 1830, el día en que se fundó la Iglesia. Los centros de visitantes y los terrenos cuentan exclusivamente con hermanas misioneras de tiempo completo y matrimonios de misioneros mayores; ningún misionero masculino es llamado a servir en la Manzana del Templo. Las hermanas misioneras que sirven en la Manzana del Templo provienen de todo el mundo y hablan suficientes idiomas para atender a la mayoría de los visitantes. A partir de los Juegos Olímpicos de Invierno de 2002 en Salt Lake City, las hermanas misioneras han estado usando etiquetas con las banderas nacionales de su país de origen junto con sus etiquetas con sus apellidos.
El 19 de abril de 2019, los líderes de la iglesia anunciaron que el centro de visitantes del sur sería demolido como parte de un proyecto de renovación masivo que comenzará el 29 de diciembre de 2019. Dos pabellones de visitantes más pequeños ocuparán su lugar. El 10 de junio de 2021, se anunció que el Centro de Visitantes del Norte también sería demolido. Será reemplazado por un jardín diseñado como espacio contemplativo.

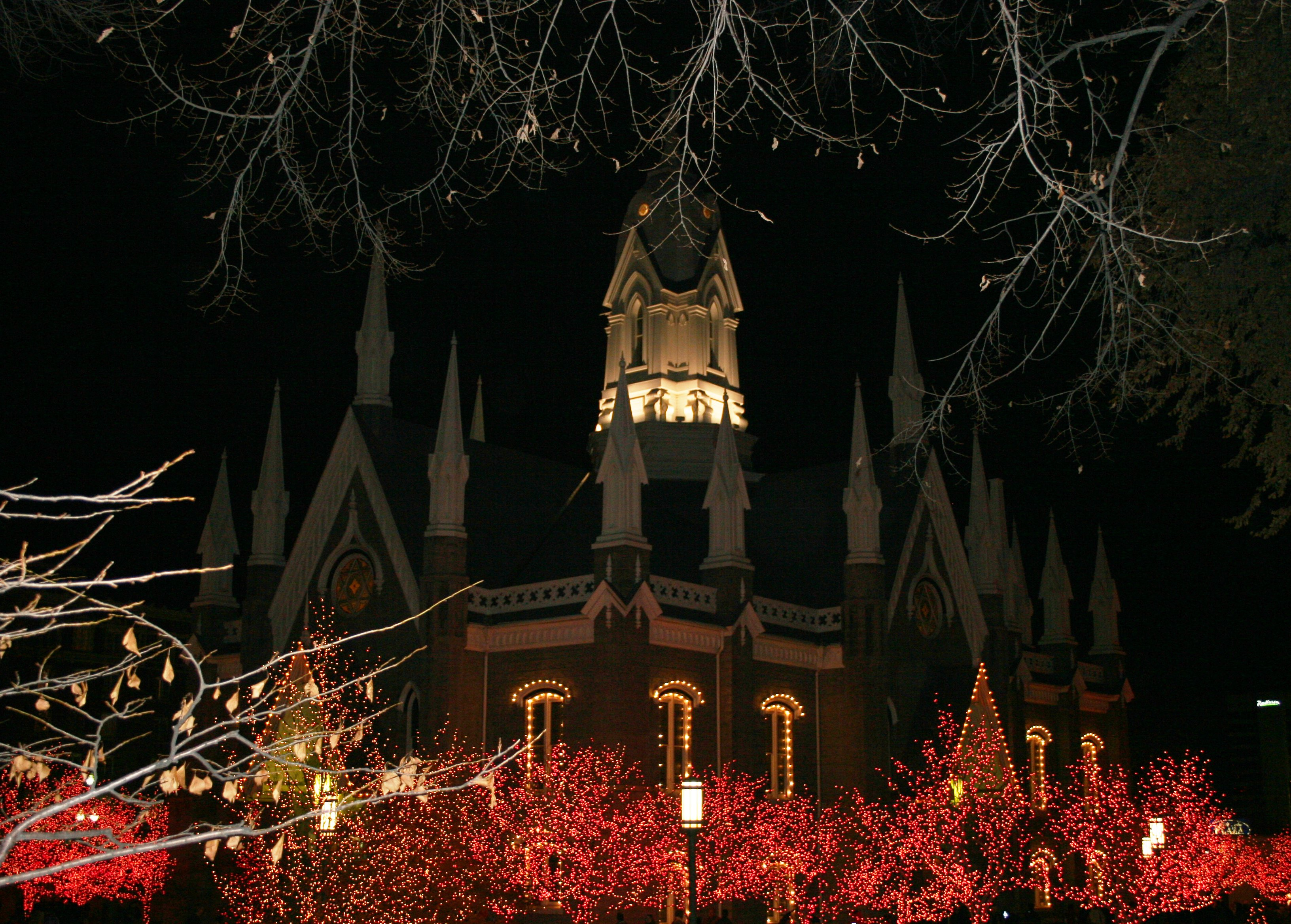
El Salón de Asambleas de la Manzana del Templo en Navidad.

### Edificios de conferencias y asambleas
Hay tres grandes edificios de asamblea ubicados en la Manzana del Templo. El más pequeño de los tres es el Salón de Asambleas de Salt Lake City, con capacidad para aproximadamente 2000 personas y está en la esquina suroeste de la Manzana del Templo. El Salón de Asambleas es un salón de congregación gótico victoriano, con un diseño cruciforme del interior que se complementa con estrellas de David circunscritas en lo alto de cada entrada. Estas simbolizan la reunión de las Doce Tribus de Israel. La construcción de este edificio comenzó el 11 de agosto de 1877 y se completó en 1882. Está justo al sur del Tabernáculo de Salt Lake City y frente al centro de visitantes del sur cerca del pórtico sur de la plaza. Al ingresar a la Manzana del Templo desde el sur, se puede ver el Salón de Asambleas a la izquierda (oeste). El Salón de Asambleas alberga ocasionalmente conciertos de música gratuitos los fines de semana y está repleto para las conferencias generales de la iglesia dos veces al año.
La segunda estructura es el Tabernáculo de Salt Lake, sede del Coro y la Orquesta del Tabernáculo Mormón en la Manzana del Templo. El Tabernáculo fue construido entre 1864 y 1867 con una capacidad total de 8000 asientos, incluyendo el área del coro y la galería. En marzo de 2007, el Tabernáculo se volvió a dedicar después de que se completaron extensas renovaciones y restauraciones. El espacio entre los bancos se incrementó sustancialmente, lo que resultó en una reducción de la capacidad total de asientos. El Tabernáculo se volvió a dedicar durante la sesión del sábado por la tarde de la 177.ª Conferencia General Anual de la iglesia. Además de albergar el coro, el Tabernáculo también se utiliza para otros eventos religiosos y culturales. Actualmente el tabernáculo no ofrece los procedimientos de la conferencia general de la iglesia. 
El edificio de asambleas más grande y de construcción más reciente es el Centro de conferencias SUD. Con una capacidad de más de 21.000, se utiliza principalmente para las conferencias generales de la Iglesia, así como para conciertos y otros eventos culturales. El Centro de Conferencias se completó en 2000. Adjunto en la esquina noroeste del Centro de Conferencias se encuentra el Teatro del Centro de Conferencias, un teatro de 850 asientos para presentaciones dramáticas, como Salvador del Mundo, así como conciertos y otros eventos.

### Museos y bibliotecas

#### Biblioteca de historia familiar
En la extremo oeste de la Manzana del Templo se encuentra la Biblioteca de Historia Familiar, la biblioteca genealógica más grande del mundo, la cual está abierta al público en general sin costo. La biblioteca tiene registros genealógicos de más de 110 países, territorios y posesiones. Sus colecciones incluyen más de 2,4 millones de rollos de registros genealógicos microfilmados; 742.000 microfichas; 310.000 libros, publicaciones seriadas y otros formatos; 4.500 publicaciones periódicas; y 700 recursos electrónicos.

#### Museo de Historia de la Iglesia
Junto a la Biblioteca de Historia Familiar se encuentra el Museo de Historia de la Iglesia, que alberga colecciones de arte y artefactos de la historia y cultura del movimiento de los Santos de los Últimos Días. El Museo alberga exhibiciones permanentes así como exhibiciones temporales durante todo el año. Las exhibiciones pasadas incluyeron el 100 aniversario de los Boy Scouts of America, con 23 pinturas de Norman Rockwell; exhibiciones y obras de arte del artista Arnold Friberg; y exhibiciones históricas temáticas que representan eventos de la iglesia.

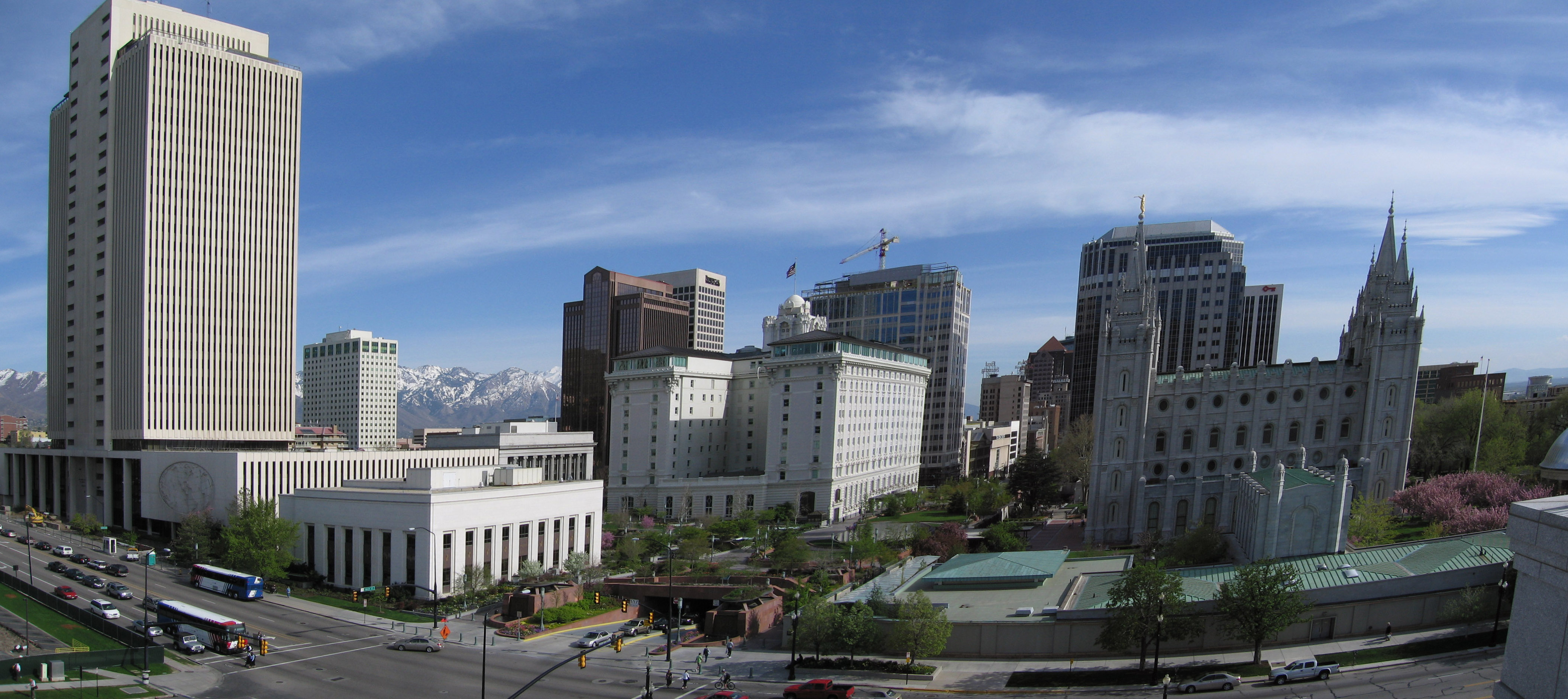
Vista panorámica que muestra la Manzana del Templo desde el Centro de Conferencias mirando hacia el sur.

#### Biblioteca de Historia de la Iglesia
En la cuadra al noreste de la Manzana del Templo y al este del Centro de Conferencias se encuentra la Biblioteca de Historia de la Iglesia, donde se almacenan los registros históricos de la Iglesia. La biblioteca es gratuita para los usuarios, que pueden venir a consultar una gran colección de libros, manuscritos y fotografías. Parejas de ciudadanos de la tercera edad sirven como misioneros en este edificio y brindan recorridos por las áreas públicas de la biblioteca. Los usuarios también pueden ver un video que explica la misión y el propósito de la Biblioteca.